# 1995 في المغرب
فيما يلي قوائم الأحداث التي وقعت خلال عام 1995 في المغرب.

## الحكم
- الملك – الحسن الثاني.
- رئيس الحكومة – عبد اللطيف الفيلالي.
- وزير الداخلية – إدريس البصري.

## الرياضة
- فاز النادي المكناسي بــالدوري المغربي لكرة القدم 1994–95.
- فاز نادي الفتح الرياضي بكأس العرش المغربي لسنة 1995.

## كتب
- كتاب: المدينة والسلطة في المغرب ، تأليف: عبد الرحمن رشيق.

## أفلام
- صلاة الغائب (فيلم) / للمخرج: حميد بناني.
- المقاوم المجهول (فيلم) / للمخرج: العربي بناني.
- أنا الفنان (فيلم) / للمخرج عبد الله زروال.
- خيول الحظ (فيلم) / للمخرج: الجيلالي فرحاتي.
- خفايا (فيلم) / للمخرج: أحمد ياشفين.
- سارق الأحلام (فيلم) / للمخرج: حكيم نوري.

## ظهور
- 1 يناير – مجلة نساء من المغرب

## مواليد

### يونيو
- 13 يونيو – أمين دينار لاعب كرة قدم مغربي.

### أغسطس
- 30 أغسطس – صوفيا الناوي منافِسة أوليمبية بولندية.

### سبتمبر
- 9 سبتمبر – سفيان أحناش، هو لاعب كرة قدم هولندي من أصول مغربية.

### أكتوبر
- 6 أكتوبر – وليد أزارو التوربيد (الاسد الاطلسي).

### نوفمبر
- 13 نوفمبر – كريم البركاوي

## وفيات
- أحمد المجاطي، (شاعر مغربي).
- أحمد مدينة، (صحفي مغربي).
- الصديق بلعربي، (كاتب صحفي مغربي).

### يناير
- 21 يناير – فيليب كاسادو (مواليد 1964) درّاج طريق فرنسي.

### نوفمبر
- 18 نوفمبر – محمد خير الدين (54سنة) أديب مغربي.

### ديسمبر
- 14 ديسمبر – أحمد رضا اجديرة (مواليد 1922) سياسي مغربي.